# Вейл, Альфред
Альфред Льюис Вейл (англ. Alfred Lewis Vail; 25 сентября 1807, Морристаун, Нью-Джерси — 18 января 1859) — американский изобретатель и бизнесмен.
Вместе с Сэмюэлом Морзе Вейл был одним из разработчиков электромагнитного телеграфа и создателем коммерческих телеграфных линий в США в 1837—1844 годах. Вейл и Морзе были операторами первой экспериментальной телеграфной линии Морзе, проложенной между Вашингтоном и Балтимором, Вейл также руководил строительством и управлением рядом телеграфных линий в 1845—1848 годах. Вейл внёс ряд усовершенствований в систему телеграфа Морзе, в частности, в записывающие регистры и релейные магниты. Вейл оставил телеграфный бизнес в 1848 году, полагая, что менеджеры Морзе не оценивают его труд надлежащим образом. Находясь на должности суперинтенданта Washington and New Orleans Telegraph Company с зарплатой 900 долларов в год, Вейл написал Морзе: «Я решил оставить телеграф, чтобы позаботиться о себе, так как он не может заботиться обо мне. В ближайшие месяцы я перееду из Вашингтона в Нью-Джерси… и оставлю телеграф ради более прибыльного бизнеса».

## Биография
Альфред Вейл родился в Морристауне, штат Нью-Джерси, его родителями были Бетья Янгс (1778—1847) и Стивен Вейл (1780—1864). Отец Альфреда, Стивен Вейл, был предпринимателем и промышленником, в числе его проектов — строительство чугунолитейного завода Speedwell Ironworks, одного из самых инновационных металлургических заводов того времени. Впоследствии именно на этом заводе Альфред Вейл и Самюэл Морзе продемонстрировали свой первый электрический телеграф. В семье было четверо детей: Гарриет(1802—1828), Альфред (1807—1859), Джордж (1809—1875) — впоследствии известный политик-демократ, и Сара Луиза Дэвис (1811—1887).
Альфред учился в государственной школе, после чего работал в качестве слесаря на металлургических заводах. В 1832 году он поступил и в 1836 году окончил Нью-Йоркский университет, где изучал богословие и был активным членом литературного студенческого общества Eucleian Society. При посещении своей альма-матер 2 сентября 1837 года Вейл оказался свидетелем одного из ранних экспериментов Сэмюэля Морзе с телеграфом. Альфред заинтересовался техническим новшеством и предложил Морзе за свой счёт доработать технологию на заводе отца Speedwell Ironworks в обмен на 25 % от будущей выручки от коммерческой эксплуатации телеграфа. Альфред разделил свою долю со своим братом Джорджем. Впоследствии Морзе взял в компаньоны Фрэнсиса Смита, конгрессмена от штата Мэн, уменьшив долю Вейла до одной восьмой, при этом патенты на все разработки Вейла принадлежали Морзе.
Получив поддержку отца, Альфред Вейл усовершенствовал прототип телеграфа Морзе, чтобы сделать его пригодным для публичной демонстрации и последующей коммерческой эксплуатации. Первый успешный сеанс связи по телеграфу на расстояние в 2 мили (3 км) состоялся на заводе Speedwell Ironworks 6 января 1838 года. По телеграфу был передан текст «Терпеливый официант — не неудачник». В течение следующих месяцев Морзе и Вейл продемонстрировали телеграф в Институте Франклина в Филадельфии, членам Конгресса, а также президенту США Мартину Ван Бюрену в его рабочем кабинете. Благодаря активной демонстрации изобретения Морзе в 1843 году добился от Конгресса США субсидии в размере $30 000 для постройки первой телеграфной линии от Вашингтона до Балтимора.
Поскольку Альфред Вейл совместно с братом Джорджем получали лишь восьмую часть прибыли от телеграфного бизнеса Морзе, Альфред, будучи глубоко разочарованным, в 1848 году ушёл из этого бизнеса и вернулся в Морристаун. Последние десять лет жизни Альфред Вейл занимался генеалогическими исследованиями.
Документы и оборудование А.Вейла впоследствии были подарены его сыном Стефаном Смитсоновскому институту и Историческому обществу Нью-Джерси.
Кузеном Альфреда Вейла был Теодор Вейл, который стал первым президентом American Telephone & Telegraph.

## Азбука Морзе
Альфред Вейл и Сэмюэл Морзе совместно разрабатывали азбуку Морзе, но вопрос о вкладе каждого из них в разработку продолжает оставаться предметом ожесточённых дискуссий. Ряд исследователей приводит аргументы в пользу того, что главная роль в разработке принадлежит Вейлу.
Сторонники точки зрения, что главная роль в изобретении принадлежит Морзе, утверждают, что Морзе первоначально разработал код, аналогичный тому, который использовался в тогдашнем оптическом телеграфе, где слова обозначались трёх- или четырёхзначными числами, записанными в книге кодов. Оператор-отправитель составлял сообщения из этих числовых групп, а принимающий оператор переводил их снова в слова с помощью этой кодовой книги. Морзе на протяжении нескольких месяцев перерабатывал этот словарь кодов. Сторонники Морзе утверждают, что Вейл в публичной и частной переписке никогда не утверждал, что является разработчиком кода. По оценке одного исследователя, в феврале 1838 года Альфред Вейл в письме к отцу писал: «Профессор Морзе изобрел новый план алфавита, и словари отброшены в сторону». В 1845 году Вейл, описывая телеграф Морзе, также приписывал разработку кода самому Морзе.

## Память
В честь Альфреда Вейла названа база армии США в Итонтауне, штат Нью-Джерси и начальная школа рядом с Speedwell Works, в Морристауне, штат Нью-Джерси.